# Фан Чжиминь
Фан Чжими́нь (кит. упр. 方志敏, пиньинь Fāng Zhìmǐn, 21 августа 1899 — 6 августа, 1935) — военный и политический деятель коммунистического движения Китая.

## Жизнь
Родился в бедной крестьянской семьи в Ияне в провинции Цзянси. В 1924 году Фан вступил в КПК, помогал в создании партийной организации в Цзянси.
В конце марта 1927 участвовал в Ханькоу в подготовительной конференции по созыву Общенационального съезда крестьянских союзов, на которой Мао огласил свои радикальные взгляды по «осуществлению широкого перераспределения земли». После провала восстания в Шанхае в 1927 году, Фан вернулся на родину, где он работал в организации крестьянского движения и призвал крестьян принять участие в вооруженном восстании.
С 1928 по 1933 Фан руководил партизанскими операциями, проводил земельную реформу. Им был создан советский район на границе провинций Цзянси и Фуцзянь, где он организовал подразделение Красной армии Китая.

## Смерть
В ходе 6-й сессии V съезда КПК Фан Чжиминь был избран членом Центрального Комитета. Фан был арестован Гоминьданом в январе 1935 года и казнён 6 августа 1935 года.

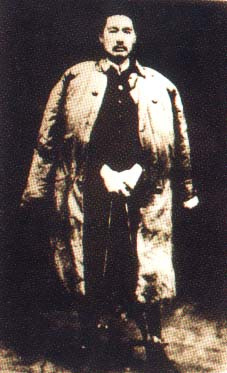
Партизанский вождь
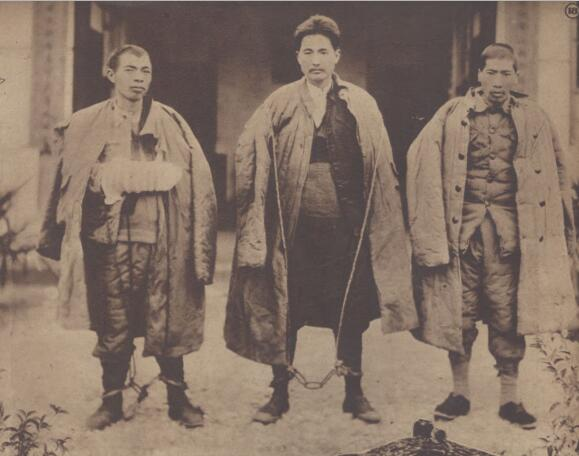
Арестованные командиры. Слева направо: командир 10-й армии Лю Чжоу, Фан Чжиминь и командир 19-й дивизии Ван Ручи

## Рекомендованные источники
- Хамадан А. М.. Вожди и герои китайского народа. — М.: Соцэкгиз, 1936. — 40 с. (первые в СССР биографии Мао Цзедуна, Чжу Дэ и Фан Чжиминя)